# Adelopora pseudothyron
Adelopora pseudothyron är en nässeldjursart som beskrevs av Stephen D. Cairns 1982. Adelopora pseudothyron ingår i släktet Adelopora och familjen Stylasteridae.
Artens utbredningsområde är Södra Ishavet. Inga underarter finns listade i Catalogue of Life.